# Yelena Shádrina
Yelena Valentínovna Shádrina –en ruso, Елена Валентиновна Шадрина– (26 de marzo de 1982) es una deportista rusa que compitió en halterofilia.
Ganó una medalla de bronce en el Campeonato Mundial de Halterofilia de 2013 y dos medallas en el Campeonato Europeo de Halterofilia, oro en 2014 y bronce en 2012.

## Palmarés internacional
| Campeonato Mundial | Campeonato Mundial  | Campeonato Mundial | Campeonato Mundial |
| Año                | Lugar               | Medalla            | Categoría          |
| ------------------ | ------------------- | ------------------ | ------------------ |
| 2013               | Breslavia (Polonia) | Medalla de bronce  | 58 kg              |
| Campeonato Europeo |                     |                    |                    |
| Año                | Lugar               | Medalla            | Categoría          |
| 2012               | Antalya (Turquía)   | Medalla de bronce  | 58 kg              |
| 2014               | Tel Aviv (Israel)   | Medalla de oro     | 58 kg              |